# ГЕС Сихара
ГЕС Сихара (ісп. Cijara) — гідроелектростанція на півдні Іспанії. Знаходячись вище від ГЕС Пуерто-Пенья, становить верхній ступінь каскаду на річці Гвадіана (впадає у Кадіську затоку Атлантичного океану вже на території Португалії).
На Гвадіана спорудили велике водосховище, витягнуте по долині річки на 45 км. Протяжні затоки водосховища також простягнулись по долинах правих приток Фреснедосо та Естена. Загалом площа поверхні водойми сягає 65,7 км2, а об'єм — 1505 млн м3. Його утримує гравітаційна гребля висотою 80 метрів та довжиною 295 метрів, на спорудження якої пішло 368 тис. м3 матеріалу.
У другій половині 1950-х розташований біля греблі на лівому березі машинний зал обладнали двома гідроагрегатами потужністю по 17,2 МВт, до яких у 1969 році додали третій майже такої ж потужності (станція Марген Іскіерда). В 1980-му на правому березі ввели в експлуатацію другий машинний зал (станція Марген Дереча) з одним гідроагрегатом потужністю 50,4 МВт. В сукупності обидві черги здатні виробляти 159 млн кВт·год електроенергії на рік.
Зв'язок з енергосистемою відбувається по ЛЕП, що працює під напругою 132 кВ.